# Boule & Bill – Zwei Freunde Schnief und Schnuff
Boule & Bill – Zwei Freunde Schnief und Schnuff (frz. Boule et Bill – un film de wouf) ist eine Realverfilmung der Comicserie Boule & Bill aus dem Jahr 2013. Der Film wurde 2015 auch in Deutschland veröffentlicht. Im Frühjahr 2017 startete die Fortsetzung von Boule und Bill in den französischen Kinos.

## Handlung
In den siebziger Jahren wünscht sich Boule, ein kleiner Junge, einen Hund. Nachdem seine Mutter seinen Vater überredet hat, fährt die Familie in ein Tierheim. Dort entdeckt Boule einen Cocker Spaniel. Gegen den Willen des Vaters bekommt Boule den Hund, den er Bill tauft. Doch Boules Vater möchte den Hund loswerden, was ihm jedoch nicht gelingt.
Eines Tages bekommt Boules Vater eine neue Arbeitsstelle in Paris. Boule und seine Mutter fahren im 2CV nach Paris, während der Vater den Umzugswagen steuert. Er versucht Bill zurückzulassen, doch Bill verfolgt den Wagen. Währenddessen findet Boule wenige Kilometer entfernt eine Schildkröte auf der Straße. Nachdem sein Vater angekommen ist, drängt er seine Ehefrau und Boule, die Schildkröte mitzunehmen und merkt, dass Bill ihm folgt. Als sie dann auf dem Weg nach Paris sind, gibt Boule seiner Schildkröte den Namen Caroline. Erst nachdem sie am Hochhaus, in dem ihre Wohnung ist, angekommen sind, merkt der Vater, dass sich Bill auf die Stoßstange gesetzt hat und mitgefahren ist. Doch in ihrer Wohnung gibt es viele Probleme: Die Nachbarn beschweren sich, Boules Eltern streiten sich, die Mutter muss mit Klavierunterricht Geld verdienen, und Bill ist in Caroline verliebt.
Eines Tages legt seine Mutter Caroline zu Bill. Caroline gerät durch Bill versehentlich in den Müllschacht. Boule möchte Caroline zurückholen. Als er im Lagerraum für den Müll ist, fällt das Licht aus. Boule möchte mit Streichhölzern Licht machen. Ihm fällt ein Streichholz in den Container, wodurch ein Feuer ausbricht.
Darauf versteckt sich Boule und Bill im Lagerraum für den Müll, weil sich seine Mutter Vorwürfe macht und sie mit ihrem Mann streitet. Seine Eltern machen sich Sorgen und nun fängt sein Vater an, Comics mit Boule und Bill zu zeichnen. Der Vater ist aber nicht zufrieden und wirft seine Zeichnungen in den Müllschlucker. Dadurch entdecken Boule und sein Hund die Zeichnungen und sind gerührt. Doch plötzlich wird der Müllcontainer, in dem sich Bill versteckt, durch den Hausmeister zum Müllwagen gebracht und der Lagerraum wegen des Brandes abgesperrt. Boule wird dadurch eingesperrt. Bill wird mit dem Müllwagen wegtransportiert, und Boule bleibt zurück. Durch die Röhre des Müllschluckers gelingt es Boule, Kontakt mit seinen Eltern aufzunehmen. Seine Eltern befreien ihn und verfolgen mit ihren 2CV den Müllwagen. Sie holen den Müllwagen ein und versuchen, ihn zum Anhalten zu bringen, aber der Müllwagen biegt plötzlich ab. Boule versucht mit seinem Skateboard den Müllwagen einzuholen. Auf der Müllhalde können Boule und seine Eltern Bill gerade noch retten.
Darauf zieht die Familie aufs Land. Boule lernt einen neuen Freund kennen, Bill und Caroline genießen ihr Leben und sein Vater wird erfolgreicher Comiczeichner: Er zeichnet die Geschichten von Boule & Bill.

## Hintergrund

### Idee
Die Idee entstand, nachdem die Produktionsfirma die Rechte für Boule und Bill erhielt und man gleichzeitig auf der Suche nach einer Idee für einen Hundefilm war.

### Dreharbeiten
Die Dreharbeiten für Boule und Bill fanden vom 23. April 2012 bis zum 9. Juni 2013 in Frankreich, Belgien und Luxemburg statt.

### Arbeit mit Tieren und Kindern
Die Macher des Films erklärten, dass die Arbeit mit Kindern und vor allem mit Tieren nicht einfach war. Für die Rolle von Bill wurden drei Hunde verwendet, wovon einer in ca. 95 % des Films zu sehen ist.